# 平林駅 (新潟県)

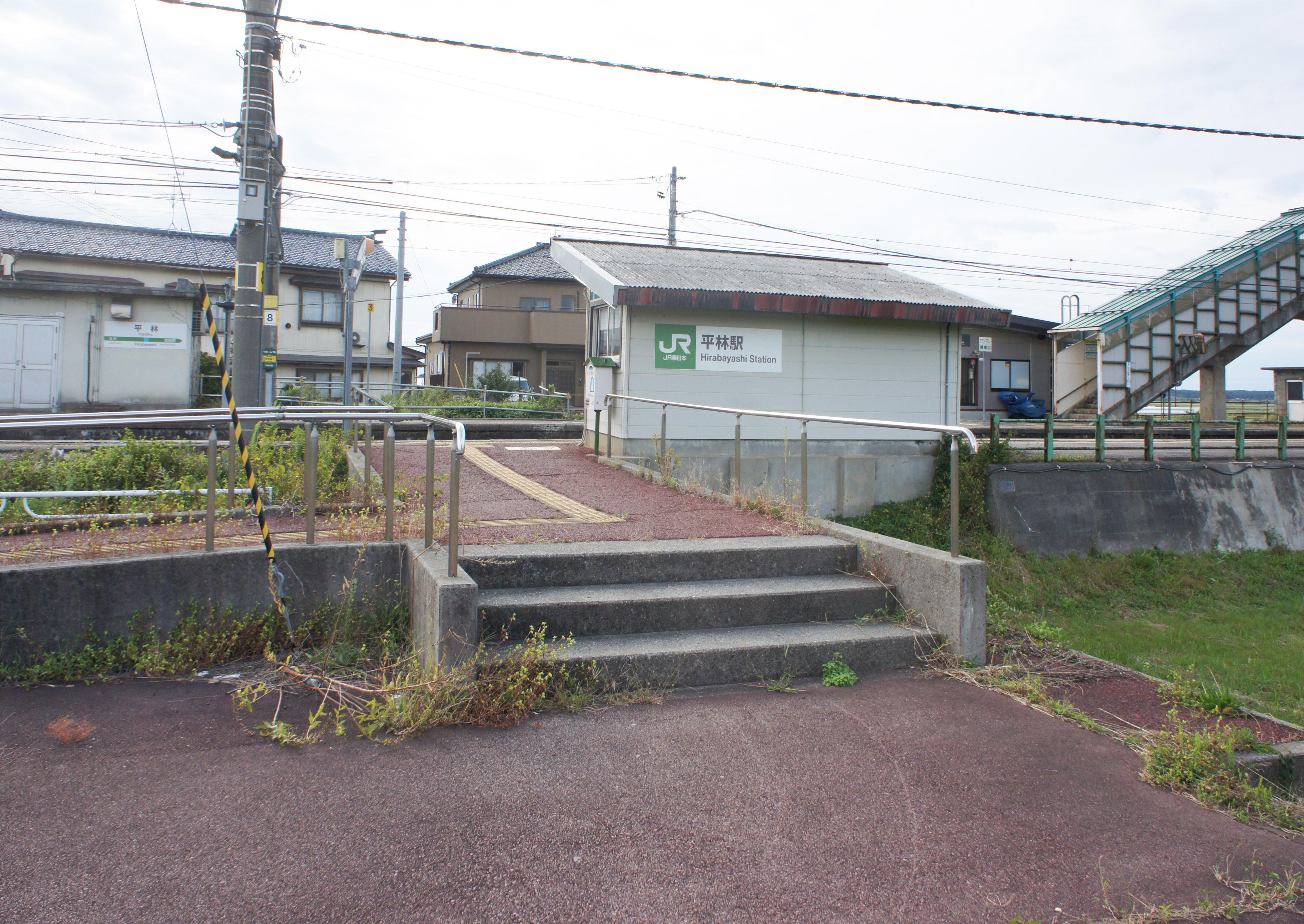
東口（2021年9月）

平林駅（ひらばやしえき）は、新潟県村上市宿田（やずた）にある、東日本旅客鉄道（JR東日本）羽越本線の駅である。
当駅から村上駅までは単線となる。

## 歴史
当地への駅設置は1932年（昭和7年）に国会に地元住民が陳情したのが始まりであったが、これは太平洋戦争の激化により中断されてしまった。
ところが、1943年（昭和18年）に入り、東京で活躍する当地出身者から、戦時輸送力増強のための信号場を羽越本線上のどこかに作る計画があり、将来駅へ昇格することができるらしい、という情報がもたらされたことで、平林村（当時）の村長らが、当時代議士を務めていた森本義夫の元へ数回にわたり陳情が行われ、当初は仮乗降場として設置されることとなった。

### 年表
- 1944年（昭和19年）：平林仮乗降場として開設。1日2往復のみ停車[2]。
- 1952年（昭和27年）5月15日：平林駅に昇格[1]。全列車が停車するようになる[2]。
- 1972年（昭和47年）9月1日：手荷物と小荷物の取り扱いを廃止し[3]、無人化[4]。
- 1987年（昭和62年）4月1日：国鉄分割民営化に伴い、東日本旅客鉄道の駅となる[1]。
- 2000年（平成12年）11月15日：東口を新設[5]。
- 2012年（平成24年）5月1日：名誉駅長を配置[6]。

## 駅構造
相対式ホーム2面2線を有する地上駅である。両ホームは跨線橋で連絡している。
村上駅管理の無人駅となっているが、駅および駅周辺の美化活動を行うボランティアとしてJR東日本OBに名誉駅長を委嘱している。
元々のエントランスは下りホーム側の西口であったが、利便性向上を図るため、2000年（平成12年）秋に、国道7号に面する上りホーム側にも駐車場が併設された東口が新設された。駅舎は西口・東口ともに待合室の機能のみ有する。トイレは西口にのみ設置されている。Suicaなどの交通系ICカードには対応していない。

### のりば
| 番線 | 路線      | 方向 | 行先             |
| ---- | --------- | ---- | ---------------- |
| 1    | ■羽越本線 | 下り | 村上・酒田方面   |
| 2    | ■羽越本線 | 上り | 新発田・新潟方面 |

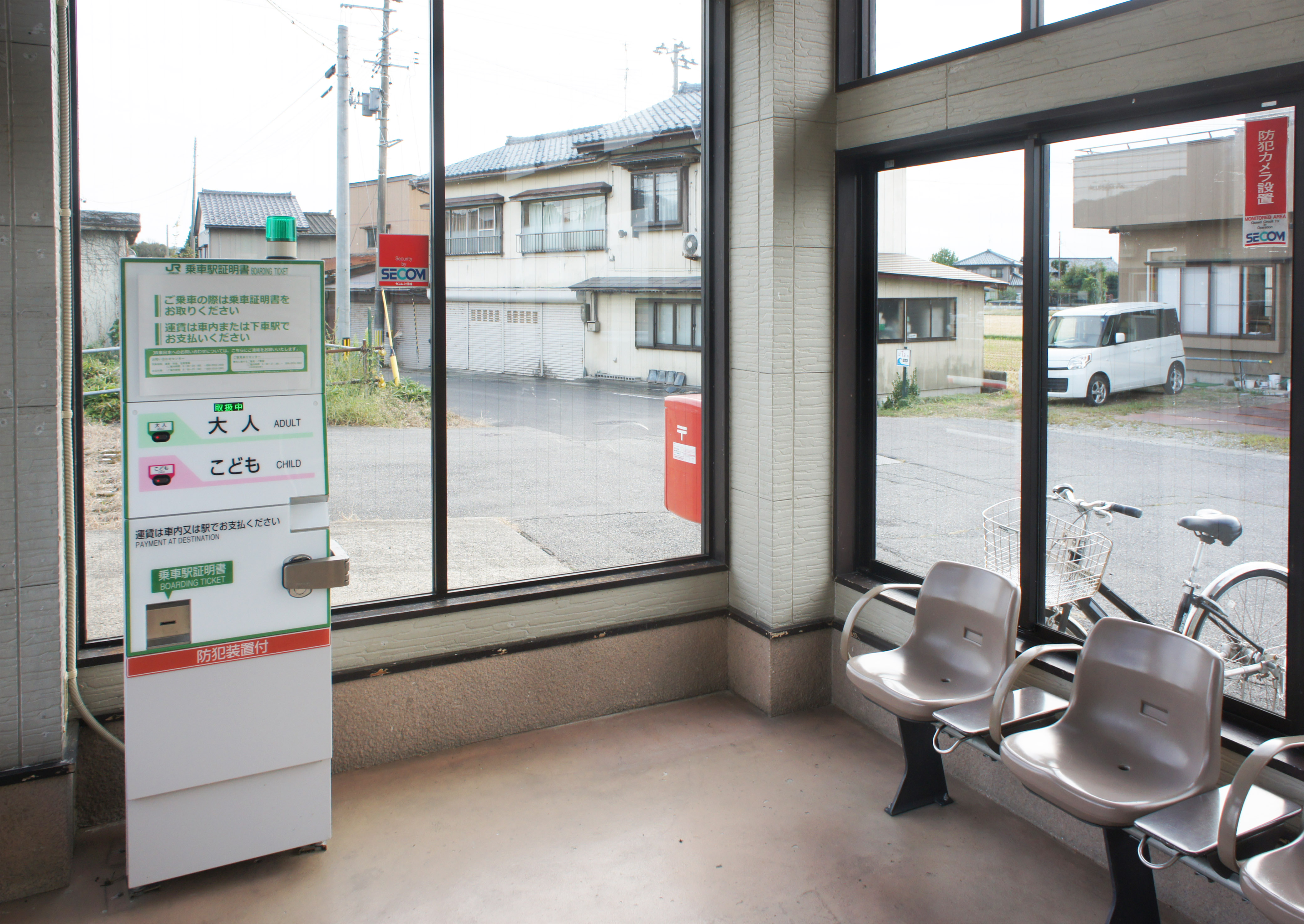
西口待合室（2021年9月）
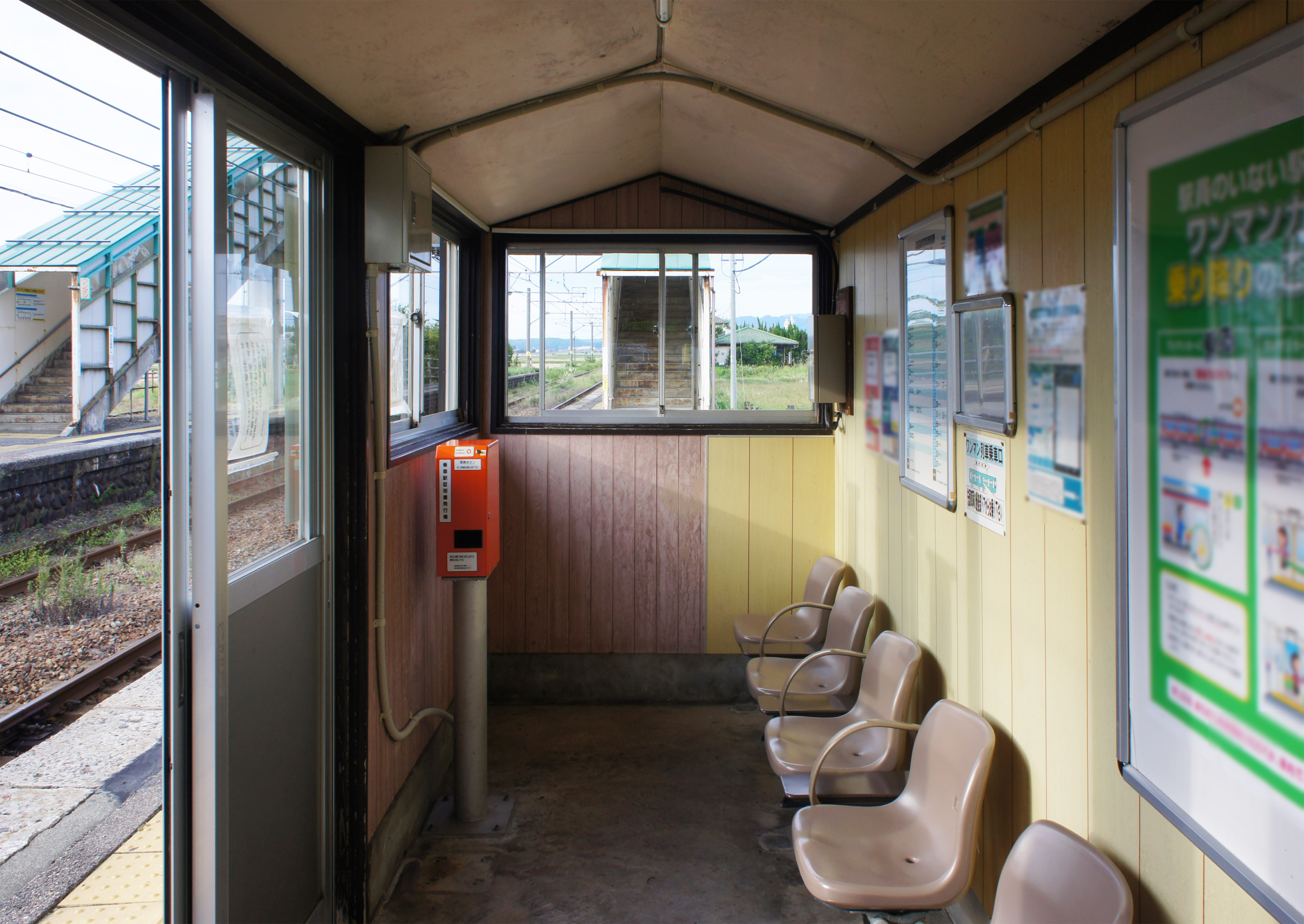
東口待合室（2021年9月）
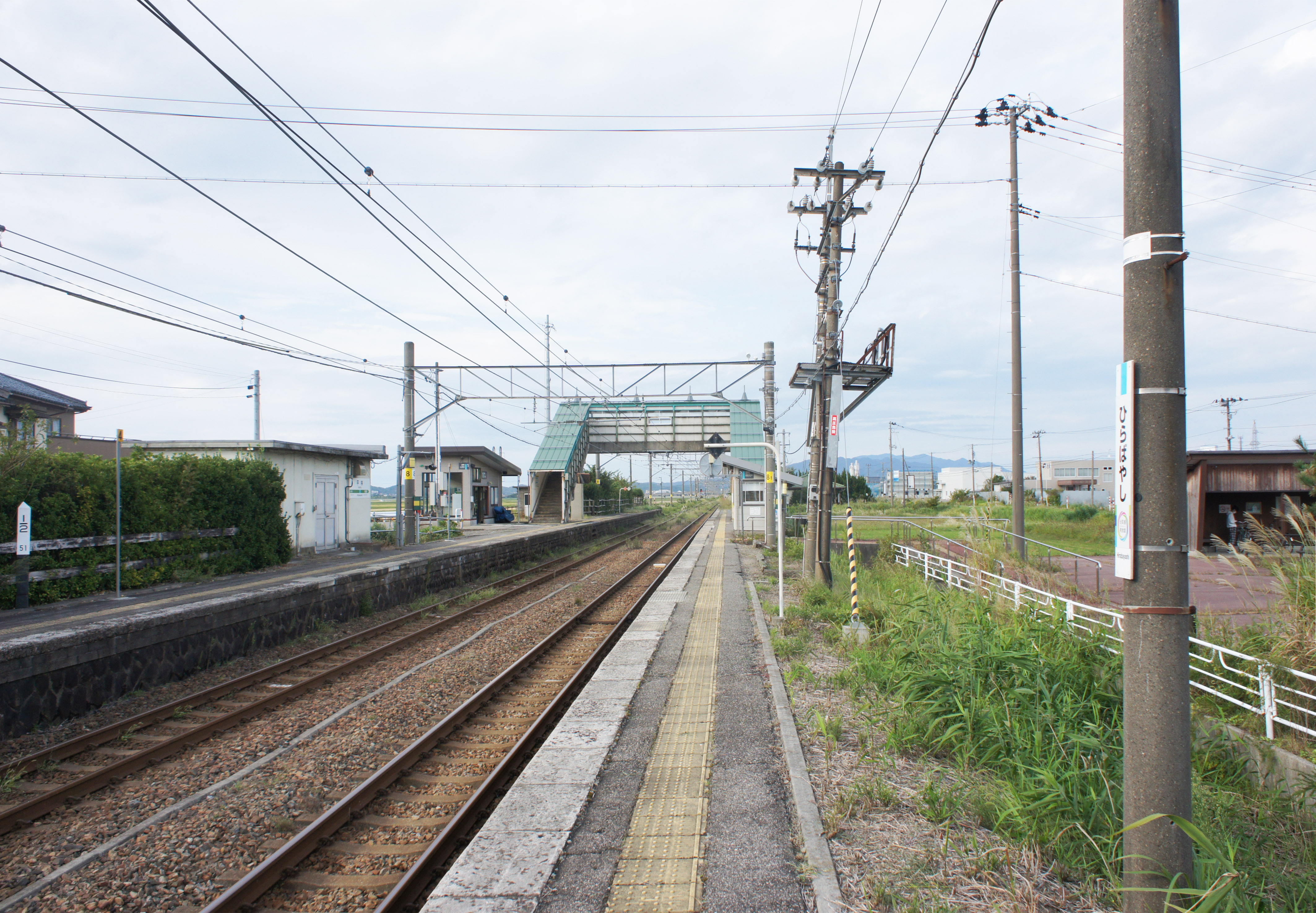
ホーム（2021年9月）

## 駅周辺
西口側は農家が立ち並ぶ。
- 国道7号
- 平林郵便局
- 平林変電所
- 平林保育園
- 宿田公民館
- 大智院
- 新潟交通観光バス「平林駅前」停留所

## 隣の駅
東日本旅客鉄道（JR東日本）
■羽越本線
■快速
通過
■普通
坂町駅 - 平林駅 - 岩船町駅